# Vilademúls
Vilademúls (en catalán y oficialmente, Vilademuls) es un municipio español de la provincia de Gerona, Cataluña, situado en la parte oriental de la comarca del Pla de l'Estany, en el límite con la del Alto Ampurdán. Además de la capital municipal incluye los núcleos de Galliners, Olives, Ollers, Orfes, Parets de Ampurdán, Sant Esteve de Guialbes, Sant Marçal de Quarantella, Terradelles, Vilademí, Vilafreser y Vilamarí, varios de ellos con iglesias de estilo románico. Cuenta con una población de 866 habitantes (INE 2024).

## Geografía
Integrado en la comarca de Pla de l'Estany, se sitúa a 25 kilómetros de la capital provincial. El término municipal está atravesado por la Autopista del Mediterráneo (AP-7), por la carretera N-II entre los pK 729 y 734, por la carretera provincial GI-513, que se dirige hacia Bañolas, y por otras carreteras locales que conectan con Báscara, Esponellá y Fontcuberta.
El relieve del municipio está definido por una zona de transición entre la llanura ampurdanesa y las montañas de la Garrocha. El río Fluviá discurre por el norte haciendo de límite con Navata y Pontós. La altitud oscila entre los 268 m (Bon Aire) y los 50 m a orillas del río Fluviá. El pueblo se alza a 120 m sobre el nivel del mar. 
| Noroeste: Esponellá y Cabanellas (exclave) | Norte: Navata y Pontós   | Noreste: Báscara       |
| Oeste: Fontcuberta                         |                          | Este: Viladasens       |
| Suroeste: Cornellá del Terri               | Sur: San Julián de Ramis | Sureste: Cerviá de Ter |

## Historia
Hacia mediados del siglo XIX, el lugar, ya por entonces cabecera de un ayuntamiento que incluía también a Alvilar, Galliners, Guialbes, Ollers, Orfans, Parets de Ampurdán, Terradelles, Vilademí, San Marcial de Corantella, Vilafraser y Vilamarí, tenía contabilizada una población de sesenta habitantes. Aparece descrito en el decimosexto y último volumen del Diccionario geográfico-estadístico-histórico de España y sus posesiones de Ultramar de Pascual Madoz con las siguientes palabras:

VILADEMULS: l. cab. de ayunt. que forma con Alvilar, Gallines, Guialves, Olles, Orfans, Parets de Ampurdan, Terradellas, Vilademí, Vilademuts (San Marcial), Vilafraser y Vilamarí, en la prov., part. jud. y dióc. de Gerona (2 leg.), aud. terr., c. g. de Barcelona (16). sit. en el Ampurdan, terreno llano, con buena ventilacion y clima templado y saludable. Tiene 30 casas, y una igl. parr. (San Juan) servida por un cura de ingreso de provision real y ordinaria. El térm. confina N. Olles; E. Orriols; S. Terradellas, y O. San Marcial. El terreno es de secano, de buena calidad; la parte montuosa contiene algun bosque de pinos y encinas, y plantios de olivar y viñedo. Hay varios caminos locales de herradura, y uno carretero que conduce de la Escala á Olot. prod.: trigo, vino, aceite, legumbres y esquisitos melocotones; cria ganado lanar y caza de perdices, liebres y tordos. pobl.: 16 vec., 60 alm. cap. prod.: 1.547,600 rs. imp.: 38,690
(Madoz, 1850, p. 65)

## Demografía
Vilademúls cuenta con una población de 866 habitantes (INE 2024).
| Gráfica de evolución demográfica de Vilademúls entre 1842 y 2021 |
| |
| Población de derecho según los censos de población del INE Población de hecho según los censos de población del INEEn 1857 crece el término del municipio porque incorpora a Alvilar, San Esteban de Guialbes y Vilafreser |